# 发现 (杂志)
《發現》（英語：Discover）是一本美國面向大眾的科学杂志。该月刊于1980年10月由时代杂志推出。1991年出售给华特迪士尼公司，但2005年被再次出售给小鮑伯·古喬內。

## 外部連結
- 官方网站